# Halvblodet
Halvblodet (Flaming Star, svensk nypremiär Vild man i Texas) är en Elvis-film från 1960. Filmen regisserades av Don Siegel och producent var David Weisbart. Manus av Clair Huffaker och Nunnally Johnson. Filmen är en av Elvis få seriösa filmer, men det ekonomiska fiaskot med denna film och succén med Blue Hawaii ändrade dock inriktningen på filmkarriären under nästan hela 60-talet.

## Rollista
| Elvis Presley   | – Pacer Burton    |
| Barbara Eden    | – Roslyn Pierce   |
| Steve Forrest   | – Clint Burton    |
| Dolores del Rio | – Neddy Burton    |
| John McIntire   | – Sam 'Pa' Burton |
| Rodolfo Acosta  | – Buffalo Horn    |
| Karl Swenson    | – Dred Pierce     |
| Ford Rainey     | – Doc Phillips    |
| Richard Jaeckel | – Angus Pierce    |
| Anne Benton     | – Dorothy Howard  |
| L.Q. Jones      | – Tom Howard      |
| Douglas Dick    | – Will Howard     |
| Tom Reese       | – Jute            |
| Marian Goldina  | – Ph'sha Knay     |
| Monte Burkhart  | – Ben Ford        |